# Inkapintay
Inkapintay (Quechua Inka Inca, pintay pintar / pintura (un préstamo del español pintar), "pintura Inka") o Inkapintayuq ( -yuq un sufijo para indicar propiedad, "el que tiene una pintura inca", también castellanizado como Inkapintayoq) es un sitio arqueológico en Perú con una pintura rupestre. Está situado en la Región Cusco, Provincia de Urubamba, Distrito de Ollantaytambo, cerca de Ollantaytambo . La figura que llama la atención posiblemente representa a una persona noble.